# Josef Ulrych
Mgr. Josef Ulrych (* 27. listopadu 1944) je bývalý český hokejový útočník. Po skončení aktivní kariéry působil jako trenér mládeže. Jeho švagrem byl Ivan Hlinka.

## Hokejová kariéra
V československé lize hrál za TJ CHZ Litvínov. Odehrál 16 ligových sezón, nastoupil v 575 ligových utkáních, dal 248 gólů a měl 154 asistencí. V roce 1966 reprezentoval Československo na zimní univerziádě. Hrál většinou na pravém křídle prvního litvínovského útoku s Ivanem Hlinkou jako centrem a Karlem Rumlem nebo později Milošem Tarantem na levém křídle.
V nižších soutěžích hrál i za TJ Spartak Hradec Králové, na vojně za VTJ Dukla Nitra a po skončení ligové kariéry za TJ Slovan NV Louny.

## Zajímavosti
Jako poslední ligový hokejista používal hokejku s rovnou čepelí. Napsal povídkovou knihu Hokejisti a králíci.

## Klubové statistiky
| Sezona    | Klub                      | Soutěž  | Základní část | Základní část | Základní část | Základní část | Základní část |
| Sezona    | Klub                      | Soutěž  | Z             | G             | A             | B             | TM            |
| --------- | ------------------------- | ------- | ------------- | ------------- | ------------- | ------------- | ------------- |
| 1962/1963 | TJ Spartak Hradec Králové | 2. liga | -             | -             | -             | -             | -             |
| 1963/1964 | VTJ Dukla Nitra           | 2. liga | -             | -             | -             | -             | -             |
| 1964/1965 | VTJ Dukla Nitra           | 2. liga | -             | -             | -             | -             | -             |
| 1965/1966 | CHZ Litvínov              | 1. liga | 31            | 15            | 3             | 18            | -             |
| 1966/1967 | CHZ Litvínov              | 1. liga | 30            | 9             | -             | -             | -             |
| 1967/1968 | CHZ Litvínov              | 1. liga | 31            | 12            | 3             | 15            | -             |
| 1968/1969 | CHZ Litvínov              | 1. liga | 36            | 9             | 4             | 13            | -             |
| 1969/1970 | CHZ Litvínov              | 1. liga | 36            | 6             | 10            | 16            | -             |
| 1970/1971 | CHZ Litvínov              | 1. liga | 36            | 10            | 6             | 16            | -             |
| 1971/1972 | CHZ Litvínov              | 1. liga | 36            | 14            | 11            | 25            | 14            |
| 1972/1973 | CHZ Litvínov              | 1. liga | 34            | 12            | 8             | 20            | -             |
| 1973/1974 | CHZ Litvínov              | 1. liga | 44            | 24            | 16            | 40            | -             |
| 1974/1975 | CHZ Litvínov              | 1. liga | 44            | 33            | 22            | 55            | -             |
| 1975/1976 | CHZ Litvínov              | 1. liga | 30            | 15            | 17            | 32            | -             |
| 1976/1977 | CHZ Litvínov              | 1. liga | 44            | 22            | 17            | 39            | -             |
| 1977/1978 | CHZ Litvínov              | 1. liga | 44            | 30            | 17            | 47            | 12            |
| 1978/1979 | CHZ Litvínov              | 1. liga | 39            | 15            | 10            | 25            | 8             |
| 1979/1980 | CHZ Litvínov              | 1. liga | 42            | 17            | 8             | 25            | 2             |
| 1980/1981 | CHZ Litvínov              | 1. liga | 18            | 5             | 2             | 7             | 4             |
| 1981/1982 | TJ Slovan NV Louny        | 2. liga | -             | -             | -             | -             | -             |